# Boss Day
Der Boss Day (auch Bosses' Day) ist ein nichtstaatlicher Feiertag, der in den USA, Kanada und Litauen jährlich am 16. Oktober begangen wird. An diesem Tag bedanken sich Angestellte gewöhnlich für den netten und fairen Umgang, den ihnen Vorgesetzte im vergangenen Jahr haben angedeihen lassen. Der Feiertag war und ist aber auch Anlass für kontroverse Diskussionen und harsche Kritik und einige finden, der Tag setzt unangemessenen Druck auf die Angestellten.

## Geschichte
Patricia Bays Haroski ließ den Boss Day im Jahr 1958 bei der amerikanischen Handelskammer registrieren. Sie arbeitete zu dieser Zeit als Sekretärin für das Versicherungsunternehmen ihres Vaters in Deerfield, Illinois. Sie wählte den 16. Oktober aus, weil dies der Geburtstag ihres Vaters war. Damit wollte sie ihren Vorgesetzten die Wertschätzung entgegenbringen, die sie ihrer Meinung nach verdient hatten. Der Tag diente auch als Strategie, um zu versuchen, die innerbetrieblichen Beziehungen zwischen Führungskräften und ihren Mitarbeitern zu verbessern. Haroski glaubte, dass junge Mitarbeiter manchmal die harte Arbeit und das Engagement ihrer Vorgesetzten nicht verstehen würden. Vier Jahre später, 1962, unterstützte der Gouverneur von Illinois, Otto Kerner, die Registrierung von Haroski und proklamierte den Tag offiziell.

## Kritik
Alison Green in U.S. News kritisierte es mit den Worten: "Die traditionelle Etikette sagt ganz klar, dass jede Geschenkvergabe am Arbeitsplatz von einem Chef an einen Mitarbeiter erfolgen sollte und nicht umgekehrt. Die Idee ist, dass sich die Menschen nicht verpflichtet fühlen sollten, Geschenke für jemanden zu kaufen, der Macht über ihren Lebensunterhalt hat, und Manager sollten auf diese Weise nicht von der Machtdynamik profitieren".